# الأكاديمية السعودية الرقمية
الأكاديمية السعودية الرقمية هي مؤسسة تعليمية وطنية متخصصة في تطوير الكفاءات السعودية في المجالات التقنية الرقمية الابتكارية. تأسست الأكاديمية في عام 2019 بالشراكة بين وزارة الاتصالات وتقنية المعلومات والمؤسسة العامة للتدريب التقني والمهني،  بهدف تأهيل الشباب السعودي وتمكينهم من مواكبة التطورات التقنية واحتياجات سوق العمل.

## نظرة عامة
تهدف الأكاديمية السعودية الرقمية إلى تأهيل الكوادر الوطنية للجيل الجديد من الوظائف النوعية في قطاع الاتصالات وتقنية المعلومات، من خلال تطوير المهارات الرقمية  التي تتماشى مع  متطلبات التحول الرقمي وتعزيز تأثيرها في سوق العمل، كما تسعى الأكاديمية إلى تحقيق المواءمة بين العرض والطلب في هذا القطاع الحيوي.
تتميز مخرجات ⁧الأكاديمية⁩ بأنها مرتبطة مباشرة بسوق العمل وموجهة بشكل مباشر للخريجين، مما يوفر لهم فرصة التطوير المهني وفق أفضل المعايير العالمية.

## التاريخ
تأسست الأكاديمية في النصف الأول من عام 2019 حيث بدأت أول برامجها "معسكر علم البيانات"، تلاها في عام 2020  إطلاق "معسكر تطوير الألعاب" و"معسكرات الهمم الرقمية" التي شملت برامج تدريبية لمواضيع تضمن: عمليات البرمجيات، تصميم واجهات المستخدم، إدارة المنتجات الرقمية، سلاسل الكتل.
في عام 2021، بدأت مسارات التدريب الالكتروني ضمن مبادرة وزارة الاتصالات " مهارات المستقبل " تحت مظلة الأكاديمية، حيث قدمت عدة مسارات  تدريبية في مجالات مثل: الحوسبة السحابية، إنترنت الأشياء، هندسة البيانات الضخمة، التطوير بلغة جافا، الاختبارات المؤتمتة، التسويق الرقمي.
وفي عام 2022، أقيمت 5 معسكرات تدريبية،شملت: 
- معسكر همة لعلم البيانات
- معسكر همة لعمليات البرمجيات
- معسكر همة لجودة البرمجيات
- معسكر همة لتطوير واجهة وتجربة المستخدم

## البرامج والمعسكرات
تقدم الأكاديمية السعودية الرقمية مجموعة من البرامج التدريبية والمعسكرات التعليمية التي تتيحها عبر المنصة الوطنية للتعليم الإلكتروني، ومن أبرز هذه البرامج:
- معسكرات الهمم الرقمية
- معسكرات همة
- برنامج التعليم المرن

وتشمل هذه البرامج التدريبية التعاون مع منصات عالمية ومحلية، مثل:
1. برنامج Fuel بالتعاون مع منصة كورسيرا
2. دربك سحابة بالتعاون مع أكاديمية أمازون